# Schwäbisch Hall-Hessental
Schwäbisch Hall-Hessental (niem: Bahnhof Schwäbisch Hall-Hessental) – stacja kolejowa w Schwäbisch Hall, w kraju związkowym Badenia-Wirtembergia, w Niemczech. Według DB Station&Service ma kategorię 4. Jest to stacja węzłowa między liniami Waiblingen – Schwäbisch Hall-Hessental i Crailsheim – Heilbronn.

## Położenie
Stacja Schwäbisch Hall-Hessental znajduje się około czterech kilometrów od centrum Schwäbisch Hall w dzielnicy Hessental. W bezpośrednim sąsiedztwie stacji znajduje się "dzielnica handlowa Breitloh/Karl-Kurz-Areal" na terenie dawnej fabryki beczek Kurz, która była jedną z największych firm w mieście Schwäbisch Hall aż do bankructwa w 1998.

## Linie kolejowe
- Linia Waiblingen – Schwäbisch Hall-Hessental
- Linia Crailsheim – Heilbronn